# Theodor Lay
Theodor Lay (17. November 1825 in Augsburg – 13. Dezember 1893 in Wien) war ein Opernsänger der Stimmlage Bariton. Er war 35 Jahre lang an der k. u. k. Hofoper in Wien und deren Vorgängerinstitution, dem Kärntnertortheater, engagiert.

## Leben und Werk
Seine Bühnenlaufbahn begann bereits im Alter von vier Jahren als Kinderdarsteller. Von 1847 bis 1849 war er als Chorist und Schauspieler in Leipzig verpflichtet und war dort in der Uraufführung der Oper Rolands Knappen oder Das ersehnte Glück von Albert Lortzing am 25. Mai 1849 beteiligt. In den folgenden sieben Jahren war er als erster Bariton am Stadttheater von Altona, in Temesvar, Olmütz, Brünn und Hamburg engagiert. Im Dezember 1856 gastierte er erfolgreich am Wiener Kärntnertortheater als Zar Peter in Lortzings Zar und Zimmermann und als Graf Nevers in Meyerbeers Hugenotten. Er bekam einen Vertrag ab Juli 1857, wurde nach der Eröffnung der Wiener Hofoper 1869 in deren Ensemble übernommen und blieb bis zu seinem Abschied von der Bühne dort verpflichtet. Er war zumeist in kleineren bis mittleren Rollen zu hören, auch in Tenorpartien, sowohl in komischen, als auch in tragischen Opern. Der Schwerpunkt seines Repertoires lag auf Werken von Albert Lortzing und Richard Wagner. Beispielsweise sang er den Steuermann im Fliegenden Holländer, den Heerrufer in Lohengrin, den Ottokar im Freischütz und den Dancairo in Carmen. Seine Vielseitigkeit stellte er in Mozarts Zauberflöte unter Beweis, in dieser Oper übernahm er fünf verschiedene Rollen – Papageno, Monostatos, Sprecher, Erster Priester und Zweiter Priester. In der Wiener Erstaufführung der Meistersinger von Nürnberg im Jahr 1870 war jedoch nicht er, wie öfters zu lesen, als Sixtus Beckmesser besetzt, sondern sein Kollege Julius Campe. Theodor Lay übernahm die Partie erst in späteren Aufführungen. Kutsch/Riemens schreiben, dass Wagner mit seiner Darstellung sehr zufrieden gewesen sein soll. Er war in Wien auch in Uraufführungen beteiligt, 1865 in der Oper Concini von Thomas Loewe und 1875 als Baal-Hanan in Karl Goldmarks Die Königin von Saba.
Er war in seiner Freizeit als passionierter Uhrmacher tätig, der komplizierte Uhr- und Spielwerke zu reparieren vermochte.